# Pipás Pista
Pipás Pista, született: Fődi Viktória, névváltozat Földi Piroska (Szeged-Öttömös, 1882. február 23. – Budapest, Kőbánya, 1940. október 10.) férfiként élő bérgyilkosnő, a Szeged környéki tanyavilág legendás, mitikus figurája, életéről több egymásnak is ellentmondó legenda maradt fenn.

## Fiatalkora
Nagy szegénységben élő családba született Fődi (Földy) Lukács földműves és Tombácz Mária (1855 – 1906. március 16.) leányaként a szegedi tanyavilágban Szeged-Öttömös 255. szám alatt és gyakorlatilag az egész életét itt, illetve Tompa környékén élte le. A szabadkai Szent Teréz plébánián keresztelték 1882. február 24-én, keresztanyja Kohajda Istvánné Berki Veronika volt. Apja alkoholista volt, rendszeresen bántalmazta a családját. A felhalmozódó tartozások miatt a lányt 13 éves korában a család cselédnek, más források szerint pásztornak adta Turócszentmártonba, Sulák Mórichoz, ekkor szokott rá a pipázásra. A gazda állítólag rendszeresen megerőszakolta, egyes források szerint gyermeke is született; más forrás szerint nem ismert ezeket igazoló adat. Sulák, elkerülendő a botrányt, hozzáadta a 19 éves lányt a helyi Rieger Pálhoz, egy jómódú, nála 27 évvel idősebb gazdálkodóhoz, akivel 1902. február 3-án Szegeden kötött házasságot. Ekkor Átokháza 39. szám alatt lakott, a házassági bejegyzés tanúsága szerint írástudatlan volt. Riegertől még öt gyermeke született, közülük azonban csak egy maradt életben. Rieger erőszakos ember volt, sokszor bántalmazta a feleségét. A legenda szerint megözvegyült, de a valóságban házasságukat a törvényszék 1910-ben jogerősen felbontotta. Gyermeke sorsáról nincs információ.
Több más forrás szerint Rieger Pálnak az első feleségétől, Halász Erzsébettől (akivel Ludaspusztán esküdött) született hat gyermeke, Fődi Viktória csak egy vagy két gyereket szült neki; továbbá vélhetően nem is Sulák adta férjhez Riegerhez, mert házasodása már felnőttként történt.

## Férfiként
Pipás a nagyszüleitől örökölt tanyán élt magányosan. Igen erős testalkata és ereje miatt a környéken híres és hírhedt volt, a helyi Kutyakaparó Csárdában külön asztala volt, és a monda szerint sok férfit egy kézzel földhöz vágott. A környékbeli gazdák szívesen alkalmazták napszámosként hihetetlen teherbírása miatt, elmondások szerint kétszer annyit tudott dolgozni, mint mások.
Egy gazdasszony, név szerint Pampuskáné a csárdában megkereste Pistát, és azt kérte tőle, hogy a sógorát, Dobák Antalt ölje meg, mert a felesége nyűgnek tartja, egészsége rossz, gyermeket nemzeni nem tud, és egy fiatalabb béreslegény tetszett meg az asszonynak, így a férje csak „útban van”.
A nemváltás motivációi csak részben ismertek, saját elmondása szerint a magasabb napszám reményében öltözött férfinak.

## A börtönben
Amikor börtönbe került, a rabtársai elégedetlenkedtek, hogy Pipás nem fürdik, ruháit nem veti le. Szerinte azért nem, mert ha víz éri a bőrét, akkor úgy vedlik, mint a kígyó. Amikor az orvos megvizsgálta, akkor derült ki, hogy Pipás valójában nő. A történet valószínűleg legenda, hiszen lakókörnyezetében tudott volt női mivolta.
A bíróság 1933. január 13-án, első fokon, majd áprilisban másodfokon, jogerősen is halálra ítélte, ezt követően – a legenda szerint saját kötelével akasztották fel –, valójában azonban Horthy Miklós kormányzó kegyelemben részesítette, és a börtönben halt meg 1940-ben. Halálát tüdőtágulat, szívizom-elfajulás okozta. Az ítéletben két gyilkosságot bizonyítottak rá, azonban számos más esetben is felmerült a neve.

## Hatása a kultúrára

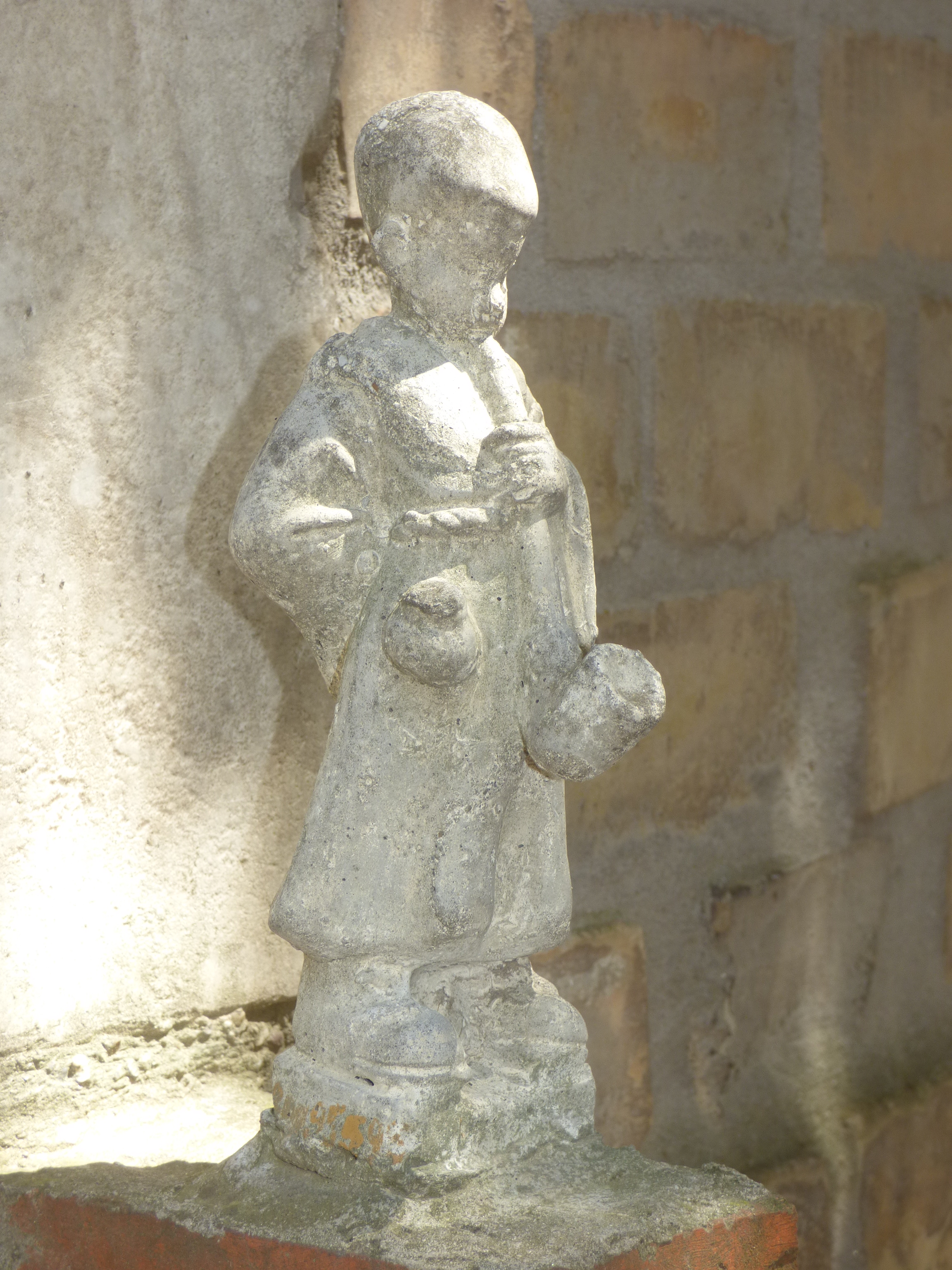
Szobra a székesfehérvári Bory-várban, Bory Jenő alkotása

- Alakját Bory Jenő szoborba faragta, a kissé karikaturisztikus alkotás a székesfehérvári Bory-vár állandó kiállításán látható.
- Szerepelt Szabó László az 1960-as években kiadott Bűnügyi múzeum című könyvében; ténybeli pontatlanságokat is tartalmazó, részben híreszteléseken alapuló leírása tovább színezte a Pipás Pistáról kialakult legendákat, ugyanakkor a téma több későbbi feldolgozásának szolgált – nem kellően tárgyilagos – alapjául.[18]
- Életéről Ember Judit rendező 1983-ban dokumentumfilmet készített, melynek forgatókönyvírója, Bubryák István könyvet is írt (Bába Kiadó, 2013).
- Pozsgai Zsolt Pipás Pista címmel színdarabot írt, melyet a Szegedi Nemzeti Színház 2013. január 25-én mutatott be Kovács Frigyes rendezésében, Szabó Gabival a címszerepben.
- A pszichedelikus folk metalt játszó pécsi Virrasztók zenekar 2011-es nagylemezének (Memento Mori!) hatodik dala Pipás Pista történetének egyik változatát meséli el. Alterzenei ballada formában elmesélte a történetet az All Inclusive Delicates nevű zenekar is.[19]

## Külső hivatkozások
- Egyperces Férfizóna - Rettegett magyarországi sorozatgyilkosok 3 - Pipás Pista. [2015. február 5-i dátummal az eredetiből archiválva]. (Hozzáférés: 2018. december 13.)
- Írka-firka
- SZEGEDma.hu a dokumentumfilmről Archiválva 2013. január 15-i dátummal a Wayback Machine-ben
- SZEGEDma.hu a színdarabról Archiválva 2015. február 5-i dátummal a Wayback Machine-ben
- SZEGEDma.hu Bubryák István Pipás Pista talán igaz története c. megjelenés előtt álló könyvéről Archiválva 2013. február 9-i dátummal a Wayback Machine-ben
- A Dívány.hu cikke